# Юрак
Юрак — река в России, протекает по Челябинской области. Устье реки находится в 522 км от устья реки Ай по левому берегу. Длина реки — 15 км. Река протекает вдали от населённых пунктов.
Возможно толкование названия из тюркских языков (сравни: якутское юрях — «речка», весьма продуктивное в топонимии Якутии). В таком случае следует предположить, что слово бытовало у тюрков, живших на Южном Урале.

## Данные водного реестра
По данным государственного водного реестра России относится к Камскому бассейновому округу, водохозяйственный участок реки — Ай от истока и до устья, речной подбассейн реки — Белая. Речной бассейн реки — Кама.
Код объекта в государственном водном реестре — 10010201012111100021481.